# Семенівка (селище, Первомайський район)
Семенівка (до 2016 — Червоний Орач) — селище в Україні, у Кривоозерській селищній громаді Первомайського району Миколаївської області. Населення становить 256 осіб.